# Pygopus robertsi
Pygopus robertsi là một loài thằn lằn trong họ Pygopodidae. Loài này được Oliver, Couper & Amey mô tả khoa học đầu tiên năm 2010.